# Ur lifvet VI
Ur lifvet VI är en novellsamling av Anne Charlotte Leffler, utgiven postumt 1893 som den andra delen av Efterlämnade skrifter. Boken gavs ut på Albert Bonniers Förlag och var den sista delen av sex i serien Ur lifvet (den första gavs ut år 1882).

## Innehåll
Samlingen innehåller fyra noveller samt två ofullbordade romaner:
Trång horisont
Trång horisont var det sista verk som Leffler skrev på innan sin död. Verket är en roman, men kom aldrig att bli färdigställt. Totalt åtta kapitel hann skrivas. I Efterlämnade skrifter står följande som förtext till verket: 
| ” | Dessa åtta kapitel utgöra första utkastet till den stora romanen Trång horisont, hvilket författarinnan dock aldrig hann att öfverarbeta och afsluta. De bilda en sammanhängande följd, som dock blir än mera fullständig om man som inledning läser novellen I Fattigstugan och mellan kapitlen VII och VIII novellen Gamla Jungfrun (båda intagna i berättelsesamlingen Ur lifvet III, andra häftet.) | „ |

Romanens fjärde kapitel, Herrskapet på Lindesnäs, publicerades i tidskriften Ord och Bild 1893.
Resa utrikes
Resa utrikes var en novell som Leffler skrev i slutet av oktober 1891 då hon var liggande i sitt hem till följd av sin pågående graviditet. Den publicerades första gången 1892 i det litterära albumet Ljus åt vårt folk, där allt överskott gick till föreningen Svenska folkskolans vänner. Berättelsen är skriven i sagoton och kretsar kring en prinsessa som av hälsoskäl tvingas lämna sitt land och sin familj och resa utomlands.
Giftermål af tycke
Denna novell skrevs sommaren 1890 efter ett besök i Dalarna. Där besökte Leffler en gudstjänst i Leksands kyrka, kyrkrodden på Siljan och ett besök i Rättvik, vilka fick ligga till grund för novellen. 
Berättelsen handlar om ett ungt brudpar och i synnerhet bruden. Läsaren får följa hennes liv som hunsad bondehustru i en familj med gammaldags värderingar. Hon gör flera utbrytningsförsök, men misslyckas. Novellen publicerades i december samma år som julläsning i tidskriften Jul-Rosor. Leffler själv var inte nöjd med den utan kallade den för ett föga läsvärt resultat av brödskrivande.
Utomkring äktenskapet
Utomkring äktenskapet är en roman som Leffler aldrig skulle fullborda. Lefflers tanke med verket var att det skulle bli "en bred samhällsskildring av den samtida ogifta kvinnans liv i olika samhällsställningar". Den var ursprungligen tänkt att heta När man icke kan bli gift eller Den ogifta kvinnans roman. Ett kapitel publicerades i Svea folkkalender 1888. Handlingen kretsar kring en ung gymnastiklärarinna, Willi som kallas "Jan" och sägs vara en "fruntimmerskarl". Hon blir vän med en av sina patienter och introducerar henne för sin kvinnliga vänkrets. Novellen har en erotisk underton och har långt senare presenterats som ett exempel på tidig lesbisk litteratur, i antologin "I krig med samhället" (2013".
Ett underverk
Novellen Ett underverk, med undertiteln Nutidsbild, publicerades först i tidskriften Jul-Rosor 1885. Novellen ifrågasätter en sjuk kvinnas tro på helbrägdagörelse genom tron.
Jämlikhet
Novellen Jämlikhet publicerades först i tidskriften Julqvällen 1884. Novellen berättas av en småbarnsmor som lever i ett lyckligt äktenskap, men som har svårt att förlika sig med de olika krav som ställa på kvinnor och män inom äktenskapet. Mer specifikt avhandlas frågan om det oavlönade hemarbete som berättaren utför samt vilka slags arbeten som betraktas som riktiga. Berättelsen ställer frågan vad som är jämlikt i ett äktenskap, men lämnar läsaren utan ett svar.

### Fotnoter
1. ↑  ”Ur lifvet”. Libris.kb.se. http://libris.kb.se/hitlist?q=Anne+Charlotte+Leffler+Ur+lifvet&r=&f=simp&t=v&s=rc&g=&m=50. Läst 2 december 2012.
2. ↑  Leffler 1893, s. 2
3. ↑  ”Herrskapet på Lindesnäs”. Ord och Bild 1893. https://runeberg.org/ordochbild/1893/0206.html. Läst 7 februari 2014.
4. ↑  Lauritzen 2012, s. 522, 592
5. ↑  Lauritzen 2012, s. 490-491, 589
6. ↑  Lauritzen 2012, s. 334, 597
7. ↑  Lauritzen 2012, s. 597
8. ↑  Leffler 2010, s. 9